# ヴィレッジ・ロードショー・ピクチャーズ
ヴィレッジ・ロードショー・ピクチャーズ（Village Roadshow Pictures）は、アメリカ合衆国の映画製作会社であった。バイン・オルタナティブ・インベストメンツ&ファルコン・インベストメント・アドバイザーズとヴィレッジ・ロードショーの合弁企業でもあり、ワーナー・ブラザースの映画の製作に携わっていた。

## 歴史
1970年代からオーストラリアの映画を作ってきたが、1980年代多国籍な映画製作を始めた。1998年からワーナー・ブラザースと提携を結び、『マトリックス』三部作などの共同制作を行った。また、コロンビア ピクチャーズ、パラマウント・ピクチャーズ、ホイツにも映画を提供している。
2022年にワーナーメディアがHBO MAXに『マトリックス レザレクションズ』を映画公開直後からサブスクリプションサービスで配信した際に上層部が激怒したため、その時点で計画される映画の今後の製作予定からヴィレッジロードショーピクチャーズが撤退することになる。その後、2024年にはこの件から発生したワーナーディスカバリーとの裁判の費用などによって債務超過に陥り、2024年末には全米脚本家組合から賃金未払いを理由に過去作品の広告利用を拒否された。この影響で『マッドマックス:フュリオサ』や『ジョーカー:フォリ・ア・ドゥ』は他の会社が制作することになった。
その後、2025年1月にCEOが退社し、3月17日に正式に破産を申請した。

## 製作映画

### ワーナー・ブラザース関連
- ハード・ブレット 仁義なき銃弾 Bullet（1995）
- ターザン 失われた都市 Tarzan and the Lost City（1998）
- プラクティカル・マジック Practical Magic（1998）
- アナライズ・ミー Analyze This（1999）
- マトリックス The Matrix（1999）
- ディープ・ブルー Deep Blue Sea（1999）
- スリー・キングス Three Kings（1999）
- スリー・トゥ・タンゴ Three to Tango（1999、ホイツとも共同制作）
- ゴシップ Gossip（2000）
- スペース カウボーイ Space Cowboys（2000）
- レッドプラネット Red Planet（2000）
- デンジャラス・ビューティー Miss Congeniality（2000）
- バレンタイン Valentine（2001）
- スポット See Spot Run（2001）
- DENGEKI 電撃 Exit Wounds（2001）
- ソードフィッシュ Swordfish（2001）
- キャッツ&ドッグス Cats & Dogs（2001）
- アトランティスのこころ Hearts in Atlantis（2001）
- トレーニング・デイ Training Day（2001）
- オーシャンズ11 Ocean's Eleven（2001）
- マジェスティック The Majestic（2001）
- クイーン・オブ・ザ・ヴァンパイア Queen of the Damned（2002）
- ショウタイム Showtime（2002）
- スパイダー パニック! Eight Legged Freaks（2002）
- プルート・ナッシュ The Adventures of Pluto Nash（2002）
- ゴーストシップ Ghost Ship（2002）
- アナライズ・ユー Analyze That（2002）
- トゥー・ウィークス・ノーティス Two Weeks Notice（2002）
- ドリームキャッチャー Dreamcatcher（2002）
- マトリックス リローデッド The Matrix Reloaded（2003）
- マトリックス レボリューションズ The Matrix Revolutions（2003）
- ミスティック・リバー Mystic River（2003）
- Breach of Contact（2003）
- トルク Torque（2004）
- テイキング・ライブス Taking Lives（2004）
- キャットウーマン Catwoman（2004）
- オーシャンズ12 Ocean's Twelve（2004）
- コンスタンティン Constantine（2005）
- デンジャラス・ビューティー2 Miss Congeniality 2: Armed and Fabulous（2005）
- 蝋人形の館 House of Wax（2005）
- チャーリーとチョコレート工場 Charlie and the Chocolate Factory（2005）
- デュークス・オブ・ハザード The Dukes of Hazzard（2005）
- 迷い婚 -全ての迷える女性たちへ- Rumor Has It（2005）
- ファイヤーウォール Firewall（2006）
- イルマーレ The Lake House（2006）
- ハッピーフィート Happy Feet（2006）
- エアポート・アドベンチャー クリスマス大作戦 Unaccompanied Minors（2006）
- オーシャンズ13 Ocean's Thirteen（2007）
- ラブソングができるまで Music and Lyrics（2007）（ホイツも提携している）
- ライセンス・トゥ・ウェディング License to Wed（2007）
- 幸せのレシピ No Reservations（2007）
- ラッキー・ユー Lucky You（2007）
- インベージョン The Invasion（2007）
- ブレイブ・ワン The Brave One（2007）
- アイ・アム・レジェンド I Am Legend（2007）
- スピード・レーサー Speed Racer（2008）
- ゲット スマート Get Smart（2008）
- 最後の初恋 Nights in Rodanthe（2008）
- グラン・トリノ Gran Torino（2008）
- イエスマン “YES”は人生のパスワード Yes Man（2008）
- かいじゅうたちのいるところ Where the Wild Things Are（2009）
- シャーロック・ホームズ Sherlock Holmes（2009）
- Bran Nue Dae（2010）
- セックス・アンド・ザ・シティ2 Sex and the City 2（2010）
- キャッツ&ドッグス 地球最大の肉球大戦争 Cats & Dogs: The Revenge of Kitty Galore（2010）
- ガフールの伝説 Legend of the Guardians（2010）
- かぞくはじめました Life As We Know It（2010）
- ハッピー フィート2 踊るペンギンレスキュー隊 Happy Feet 2（2011）
- シャーロック・ホームズ シャドウ ゲーム Sherlock Holmes: A Game of Shadows（2011）
- 一枚のめぐり逢い The Lucky One（2012）
- ファイティング・タイガー Man of Tai Chi (2013）
- L.A. ギャング ストーリー Gangster Squad (2013）
- 華麗なるギャツビー The Great Gatsby (2013）
- LEGO ムービー The Lego Movie（2014）
- ニューヨーク 冬物語 Winter's Tale（2014）
- オール・ユー・ニード・イズ・キル Edge of Tomorrow（2014）
- イントゥ・ザ・ストーム Into the Storm（2014）
- ジャッジ 裁かれる判事 The Judge（2014）
- アメリカン・スナイパー American Sniper（2014）
- マッドマックス 怒りのデス・ロード Mad Max: Fury Road（2015）
- 白鯨との闘い In the Heart of the Sea（2015）
- ターザン:REBORN The Legend of Tarzan（2016）
- ハドソン川の奇跡 Sully（2016）
- 素晴らしきかな、人生 Collateral Beauty（2016）
- フィストファイト Fist Fight（2017）
- ジーサンズ はじめての強盗 Going in Style（2017）
- キング・アーサー King Arthur: Legend of the Sword（2017）
- カジノ・ハウス The House（2017）
- 15時17分、パリ行き The 15:17 to Paris（2018）
- レディ・プレイヤー1 Ready Player One（2018）
- オーシャンズ8 Ocean's 8（2018）
- ジョーカー Joker（2019）
- マトリックス レザレクションズ The Matrix Resurrections（2021）
- ウォンカとチョコレート工場のはじまり Wonka（2023）

### コロンビア ピクチャーズ関連
- マテリアル・ウーマン Saving Silverman（2001）
- イコライザー The Equalizer（2014）
- ANNIE/アニー Annie（2014）
- グースバンプス モンスターと秘密の書 Goosebumps（2015）
- コンカッション Concussion（2015）
- ゴーストバスターズ Ghostbusters（2016）
- マグニフィセント・セブン The Magnificent Seven（2016）
- パッセンジャー Passengers（2016）

### パラマウント・ピクチャーズ関連
- 天国からきたチャンピオン 2002 Down to Earth（2001）
- ズーランダー Zoolander（2001）

### その他
- ジョーイ/小さな冒険者 Joey（1997）（オーストラリア映画）
- 洗脳 Disturbing Behavior（1998）（メトロ・ゴールドウィン・メイヤーとの共同制作）
- オーバー・ザ・ムーン A Walk on the Moon（1999）（ホイツ・ミラマックスとの共同制作）
- サウンド・オブ・サイレンス Don't Say a Word（2001）（20世紀フォックス）
- Crackerjack（2002）（オーストラリア映画）
- Fat Pizza（オーストラリア映画）
- Bad Eggs（2003）（オーストラリア映画）
- タッチ・オブ・スパイス A Touch of Spice（2003）（ギリシャ映画）
- Alter Ego（2007）（ギリシャ映画）
- マンイーター Rogue（2007）（ディメンション・フィルムズ）
- The Gutter (2024) (マグノリア・ピクチャーズ）